# Оно но Мітікадзе
Оно но Мітікадзе (*小野 道風, 894  —9 лютого 966) — середньовічний японський поет, видатний каліграф періоду Хейан. Відомий також як Оно но Тофу. Один з «Трьох пензлів» (разом з Фудзівара но Юкінарі і Фудзівара но Сукемаса).

## Життєпис
Походив з знатного роду Оно. Народився 894 року. Здобув гарну освіту, маючи значні знання з класичної китайської літератури і каліграфії та японської каліграфії. Значний час приділяв наукам. 920 року отримав молодший сьомий ранг й став працювати в імператорському архіві (куродо-докоро). 921 року призначено сьосьо (молодшим офіцером) Лівої середньої палацової гвардії (са-хйоефу). Того ж року отримав старший сьомий ранг.
925 року призначається помічником креслярів (каліграфів) і редакторів Центрального міністерства і отримує молодший п'ятий ранг. Працював на посаді до 939 року, коли стає помічником голови управління палацових комор (найдзьо-рьо). Того ж року призначається старшим офіцером Правої зовнішньої палацової гвардії (у-емонфу). Невдовзі отримав старший п'ятий ранг.
947 року призначено дзідзю (на кшталт камергера) у Відомстві слуг. 958 року переходить до Теслярського бюро (мокурьо). Невдовзі йому надано молодший четвертий ранг. Наприкінці життя майже зовсім осліп і вже не говорив. Тому вже 960 року йде у відставку з усіх посад. Йому було надано старший четвертий ранг.
Помер у 966 році. У м. Кіото, а також у префектурі Сіґа є присвячені Оно но Мітікадзе синтоїстські храми.

## Творчість
Уважається засновником японського стилю каліграфії (вайо-сьодо) на противагу китайському стилю. При цьому японізував стиль китайського каліграфа Ван Січжи. Стиль відзначався старанністю написання письма, величністю форм й потужністю ліній. Високо цінувався імператорами. Одним з відомих зразків творчості, що зберігся натепер є чернетка на бйоубу (складному екрані), яка тепер зберігається в Токійській колекції імператорського двору.